# 李晫
李晫（7世纪？—681年7月5日），唐朝宗室，唐高祖的孙子，江王李元祥的长子。
李晫初封永嘉郡王，永隆元年（680年），李元祥去世。李晫在永隆年间，为复州刺史。史书说他，犯名教，有禽兽行。永隆二年六月十五壬子日（681年7月5日），《旧唐书》本传称他被赐死于家。《旧唐书·高宗本纪》称他在大理寺后园被斩杀。《新唐书》只说他被诛死、伏诛。